# 四手井淑子
四手井 淑子（しでい よしこ、1917年11月9日 - 2020年11月6日）は、キノコ研究家、エッセイスト。
鳥取県出身。夫は森林生態学者の四手井綱英。主婦のかたわらキノコの研究を行うようになる。2020年11月6日、102歳で死去。

## 著書
- 『きのこの手帖』 四手井綱英と共著 ナカニシヤ出版 1973
- 『きのこ風土記』 四手井綱英と共著 毎日新聞社 1976
- 『キノコ手帖』 平凡社 1979 (平凡社カラー新書)
- 『きのこ学騒動記 : 学問と主婦事情』 海鳴社 1983
- 『きのこ学放浪記 : 晩学のすすめ』 海鳴社 1993
- 『キノコ手帖』 木原浩 写真 平凡社 1997 (平凡社カラー新書セレクション)
- 『キノコ物語』 かもがわ出版 2001
- 『山科の家 : 夫・四手井綱英と私の戦中日記』 講談社 2010

### アンソロジー
- 『日本の名随筆21　森』 今西錦司編 作品社 1984 （「ブナの森」が収められている）